# Театр кукол Республики Карелия

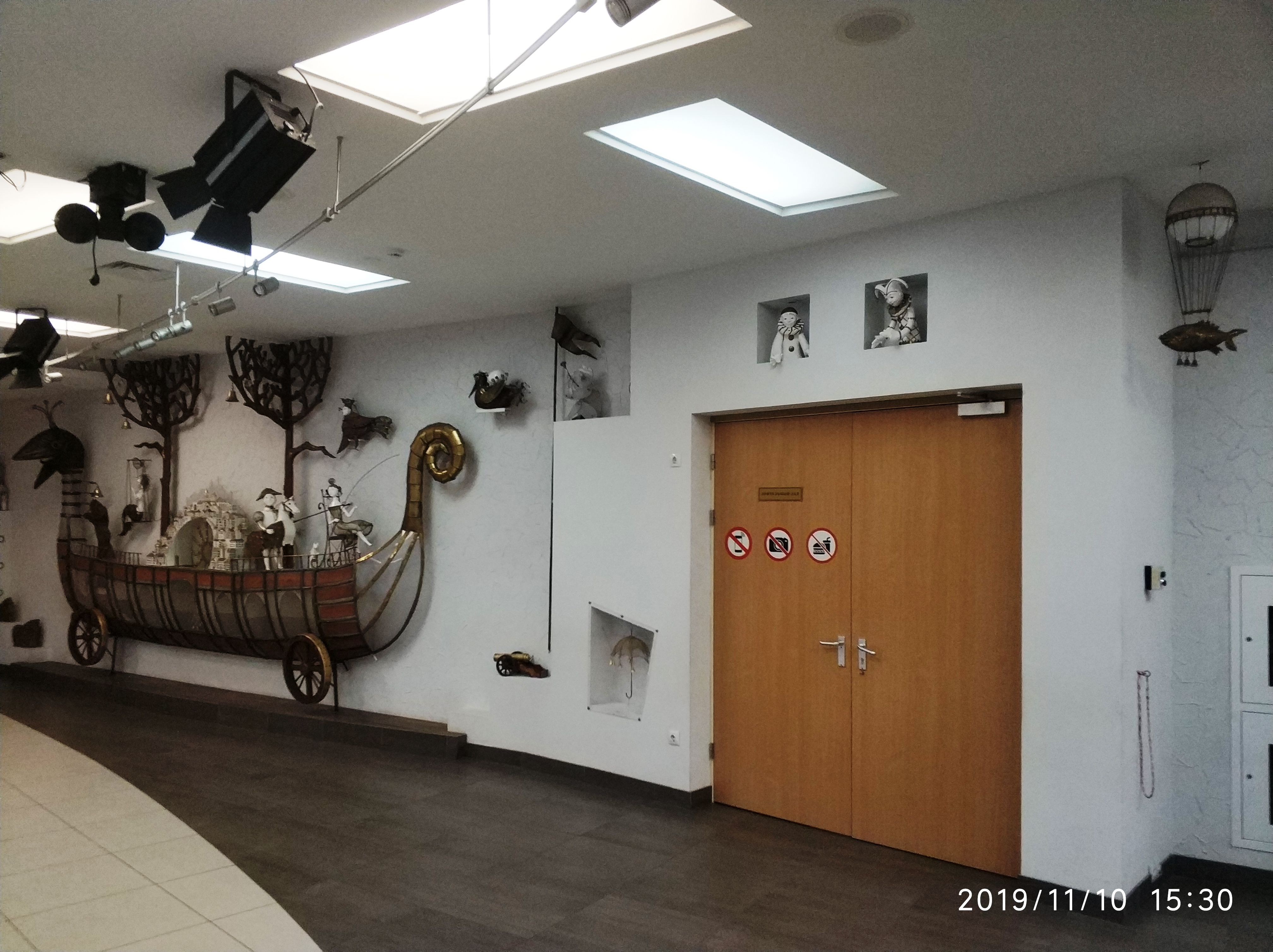

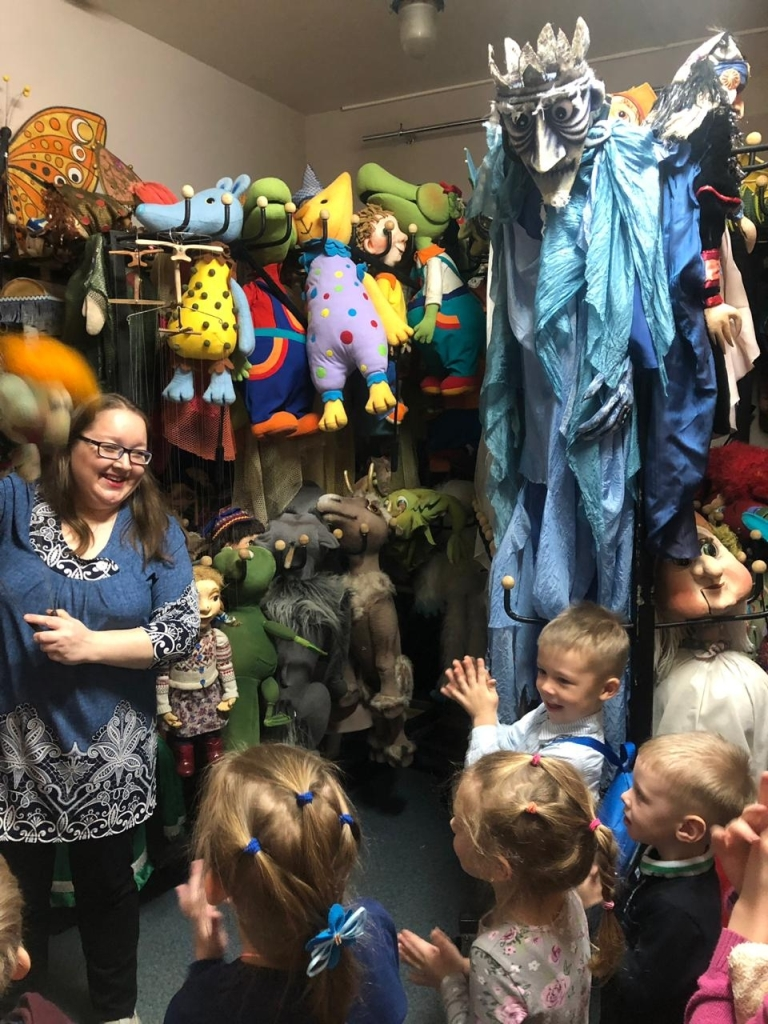
За кулисами

Теа́тр ку́кол Респу́блики Каре́лия — государственный театр кукол в столице Республики Карелия Петрозаводске. Является одним из старейших театров кукол в России.

## Общие сведения
Государственный театр кукол Республики Карелия располагается в специально построенном большом функциональном здании в центре Петрозаводска по адресу: проспект Карла Маркса, дом 19.
Здание театра построено за счет средств государственного и республиканского бюджетов. Оно является современным театральным комплексом, оснащенным современным техническим оборудованием. Вместе со зданием Национального театра Республики Карелия образует единый ансамбль.

## История
Дата открытия театра кукол в Петрозаводске — 15 декабря 1935 года.
Основателями театра были выпускники курсов С. В. Образцова, актёры Театра рабочей молодежи: А. Д. Коган, З. В. Пергамент, К. В. Горожанкина, В. К. Козлова.
До 1 января 1938 года театр кукол находился в составе Театра рабочей молодёжи (1934-35), Театра юного зрителя (1935-37), Каргостеатра (1937).
В театре в разное время работали такие известные творческие личности как М.Королев, Н.Боровков, С.Ефремов, И.Москалев, С.Белкин, Х.Скалдина, В.Советов, Т.Юфа, Ю.Цуркану, Ю.Андреев.
В июне 2003 года Театр кукол Республики Карелия организовал Республиканский фестиваль детских и юношеских театров кукол «Куклантида» — проводится раз в 2 года.
Театр является постоянным участником международных и российских фестивалей.
Спектакли театра становились номинантами Национальной премии России «Золотая маска» :
- «Золочёные лбы» по сказу Б. Шергина, реж. А.Смирнов— 2007 г.
- «Собачья сказка» по произведениям К.Чапека, реж. Н.Пахомова— 2009 г.
- «Железо» Б.Константинова и В. Антонова — 2016 г.
- «Сад», реж. А.Янушкевич — 2018 г.
- «О рыбаке и рыбке», реж. Я.Тумина — 2020 г.
- «Ревизор», И.Казаков — 2022 г.

Актриса театра Любовь Бирюкова (Капитолина — в спектакле «Золоченые лбы») и художник В. Антонов (спектакль «Железо») стали лауреатами Фестиваля и премии «Золотая маска».
В 2019 году коллектив исполнителей Театра кукол за спектакль «Сад» был удостоен премии «Сампо».
По итогам сезона 2019/2020 за спектакль «О рыбаке и рыбке» (режиссёр Яна Тумина, художник-постановщик Кира Камалидинова, художник по костюмам Анис Кронидова, композитор Дмитрий Максимачёв) по сказке А. С. Пушкина театр кукол удостоен Премии правительства Российской Федерации за лучшую постановку по произведениям русской классики.
По итогам театрального сезона 2020 года спектакль «О рыбаке и рыбке» удостоен Национальной театральной премии «Золотая маска» в номинации «Лучший спектакль в театре кукол».
В 2023 году театр получил Премию Минкультуры России за лучшую постановку по произведениям русской классики за спектакль по пьесе Николая Гоголя «Ревизор» (режиссёр-постановщик — Игорь Казаков, художник — Татьяна Нерсисян, композитор — Евгений Мильков, хореограф — Евгений Иванов).

## Директора театра
- Пергамент Я. С. — 1935—1937
- Коган Алексей Дмитриевич — 1938—1941, 1948—1954
- Павлова Клавдия Ивановна — 1945—1948
- Крисанов Василий Федорович — 1954—1956
- Видревич Валентина Александровна — 1956—1973
- Павлова Евгения Исааковна — 1973—1976
- Андреев Юрий Иванович — 1976
- Бондаренко Людмила Григорьевна — 1976—2002
- Ларионова Елена Геннадьевна — 2002—2009
- Васильева Любовь Николаевна — с 2009

## Труппа
- Снежана Савельева — режиссёр-педагог
- Любовь Бирюкова — заслуженная артистка Российской Федерации
- Александр Довбня — народный артист Республики Карелия
- Людмила Терентьева — заслуженная артистка Республики Карелии
- Дмитрий Будников — заслуженный артист Республики Карелии
- Марина Збуржинская — заслуженная артистка Республики Карелии
- Татьяна Мацкевич — заслуженная артистка Республики Карелии
- Людмила Терентьева — заслуженная артистка Республики Карелии
- Владислав Тимонин — заслуженный артист Республики Карелии
- Наталья Васильева, Ирина Будникова, Светлана Романова, Олег Романов, Антон Верещагин, Екатерина Швецова, Родион Михно, Мария Артибякина, Артём Олконен

## Награды
- Премия Правительства Российской Федерации имени Фёдора Волкова за вклад в развитие театрального искусства Российской Федерации (15 июня 2017 года)[7].
- Премия Правительства Российской Федерации за лучшую театральную постановку по произведениям русской классики (6 ноября 2020 года) — за постановку «О рыбаке и рыбке» (по сказке А. С. Пушкина «Сказка о рыбаке и рыбке»)[8].